# As-Sukkarijja (Idlib)
As-Sukkarijja (arab. السكرية) – miejscowość w Syrii, w muhafazie Idlib. W 2004 roku liczyła 967 mieszkańców.